# Relacions entre Brasil i Cap Verd
Les relacions entre Brasil i Cap Verd es refereixen a la relacions bilaterals entre la República Federativa de Brasil i la República de Cap Verd, establertes en 1975, després de la independència del país africà. Els dos països manté importants llaços històrics i culturals a causa de la llengua comuna i per haver-hi estat part de l'Imperi Portuguès.

## Cooperació militar
Els ministres de la defensa de Brasil, Celso Amorim, i de Cap Verd, Jorge Tolentino, van manifestar la intenció d'estretar la cooperació entre els dos països en les àrees de defensa i seguretat durant una trobada a la seu de l'Escola Superior de Guerra, en 9 de març de 2012. El representant de Cap Verd expressà l'interès del país en l'obtenció d'experiència brasilera, sobretot en els segments de seguretat marítima i SAR (recerca i salvament). Els ministres també van encertar que Brasil donarà suport tècnic i científic a Cap Verd per a l'aixecament de la plataforma continental del país.